# Németh György (kanonok)
Dömötöri Németh György (Nagyszombat, 1788. október 22. – Esztergom, 1863. május 30.) esztergomi kanonok, választott püspök.

## Életútja
Németh János septemvir és Szabó Anna fia. Elvégezvén Pesten gimnáziumi tanulmányait, fölvették az esztergomi papnövendékek közé és a pozsonyi Emericanumba küldték. Egy év múlva Nagyszombatba ment tanulmányait folytatni, majd a teológiára a Pázmáneumba, a negyedik évet azonban, a francia háború következtében beállott zavarok miatt Pesten mint magántanuló végezte el.
1811. június 29-én áldozópappá szenteltetett és Tardoskeddre helyeztetett káplánnak. 1815-ben Nagycéténybe került adminisztrátornak, november 24-én pedig elnyerte az izsai plébania-javadalmat. Az 1822-es földrengés alkalmával híveivel több évig a szabad ég alatt tanyázott. Nagy befolyású édesatyja arra kérte Ferenc királyt, hogy hosszú ideig tett szolgálataival szerzett érdemeit jutalmazza meg fiában. E kérésnek eredménye a 37 esztendős plébánosnak 1825. április 7-ei esztergomi kanonokká történt kinevezése lett. 1830-ban a Pazmaneum kormányzója és máriavölgyi apát, 1832-ben királyi táblai főpap lett; december 30-án nógrádi főesperessé, 1840. június 12-én szentgyörgymezei préposttá, 1845. június 20-án éneklőkanonokká, 1850. január 7-én olvasókanonokká és 1857. szeptember 1-én nagypréposttá lépett elő. 1846-ban tribunici püspökké és a hétszemélyes tábla elnökévé nevezték ki, 1850-ben pedig a felség a Lipót-rend kiskeresztjét adományozta neki.
A szabadságharcnak nagy ellensége volt és nem egyszer keményen kikelt az élén álló férfiak ellen. Az erre következett gyásznapok alatt azonban minden befolyását felhasználta, hogy őket Haynau kegyetlenkedéseitől megmentse. Midőn Pestről visszatért Esztergomba, ő volt létrehozója a hajóhídnak és vezetője a bazilika építésének. 1861-ben Pestre ment egyik rokona érdekében, ezen útján meghűlt és folyton betegeskedett.

## Művei
- Viszonzó beszédje, mellyel mélt. Saárdi Somsich Pongrácz urat, kir. személyes jelenlétének törvényszéki helytartóját dicső országgyűlési előlülése kezdetén a tek. karok és rendek nevében örvendezve tisztelte 1832. jún. 11. Pest, 1833. (Toldalék a Hazai s Külf. Tudósítások 1833. I. 51. sz.).
- Oratio auspicatoria ill. d. personalis praesentiae regiae et judiciis locumtenentis, et in regni comitiis tabulae alterius praesidis, Alexandri Mérey de Kapos-Mére ad incl. SS. et OO. habita. Responsum rr. d. Georgii Németh… Ablegati, et i. tabulae r. praelati nomine II. SS. et OO. depromptum. Posonii, 1833. (Poson. Ephem. 1833. Nr. 4. Appendix).
- Solemnia consecrationis Basilicae Strigoniensis. Dom. XVI. post. Pent. die 31. Aug. anno 1856. Strigonii, 1856.